# Драгомирецька Олена Дмитрівна
Оле́на Дми́трівна Драгомире́цька (Буланова; нар. 1889, Київ — після 1926) — співачка (мецо-сопрано, контральто).

## Життєпис
1908 — закінчила Музично-драматичну школу Миколи Лисенка у Києві (клас Марії Зотової).
1908—1912 і 1918—1926 — солістка Київської опери.
У Київській опері дебютувала в опері «Борис Годунов». Її партнером був Ф. І. Шаляпін.
Також виступала в театрах Петербурга, Харкова, Риги.
1915—1916 — солістка Народного дому в Петрограді.
З 1919 року в Києві брала участь в концертах-мітингах, а також в концертах духовної музики.
Володіла голосом широкого діапазону.
Виконавиця творів М. Лисенка, Я. Степового, українських народних пісень.

## Партії
- Амнеріс («Аїда» Дж. Верді)
- Ваня («Життя за царя» М. Глінки)
- Кармен («Кармен» Ж. Бізе)
- Ольга («Євгеній Онєгін» П. Чайковського)

Також виконувала партії Леля, Любави, Ткачихи, Генія добра, Урбана, Сузукі, Валькірії, співала в операх — «Зрада» Іполітова-Іванова, «Камо грядеши» Жана Нугеса, «Каморра» Еспозіто.